# Atlantisch orkaanseizoen 1980
Het Atlantisch orkaanseizoen 1980 duurde van 1 juni 1980 tot 30 november 1980. Het seizoen 1980 kwam wat energie betreft hoger dan normaal. Het seizoen telde elf tropische stormen, die allemaal een naam kregen. Van deze elf promoveerden er negen tot orkaan. Twee orkanen wakkerden aan tot majeure orkanen (categorie 3 of hoger). Hoewel het seizoen erg actief was kwamen slechts drie tropische cyclonen aan land; Allen, Danielle en Hermine. De sterkste orkaan was Allen, een orkaan van de vijfde categorie van het Kaapverdische type.

## Cyclonen

### Tropische depressie 1
Over tropische depressie 1 is helaas weinig bekend.

### Orkaan Allen
| Top 10 krachtigste orkanen in het Atlantisch bassin gemeten naar luchtdruk. | Top 10 krachtigste orkanen in het Atlantisch bassin gemeten naar luchtdruk. | Top 10 krachtigste orkanen in het Atlantisch bassin gemeten naar luchtdruk. | Top 10 krachtigste orkanen in het Atlantisch bassin gemeten naar luchtdruk. |
| Rang                                                                        | Orkaan                                                                      | Seizoen                                                                     | Minimale druk in mbar (hPa)                                                 |
| --------------------------------------------------------------------------- | --------------------------------------------------------------------------- | --------------------------------------------------------------------------- | --------------------------------------------------------------------------- |
| 1                                                                           | Wilma                                                                       | 2005                                                                        | 882                                                                         |
| 2                                                                           | Gilbert                                                                     | 1988                                                                        | 888                                                                         |
| 3                                                                           | "Labour Day"                                                                | 1935                                                                        | 892                                                                         |
| 4                                                                           | Rita                                                                        | 2005                                                                        | 895                                                                         |
| 5                                                                           | Allen                                                                       | 1980                                                                        | 899                                                                         |
| 6                                                                           | Katrina                                                                     | 2005                                                                        | 902                                                                         |
| 7                                                                           | Camille                                                                     | 1969                                                                        | 905                                                                         |
| 7                                                                           | Mitch                                                                       | 1998                                                                        | 905                                                                         |
| 9                                                                           | Dean                                                                        | 2007                                                                        | 906                                                                         |
| 10                                                                          | Maria                                                                       | 2017                                                                        | 908                                                                         |
| Bron: Amerikaans departement van Handel                                     |                                                                             |                                                                             |                                                                             |

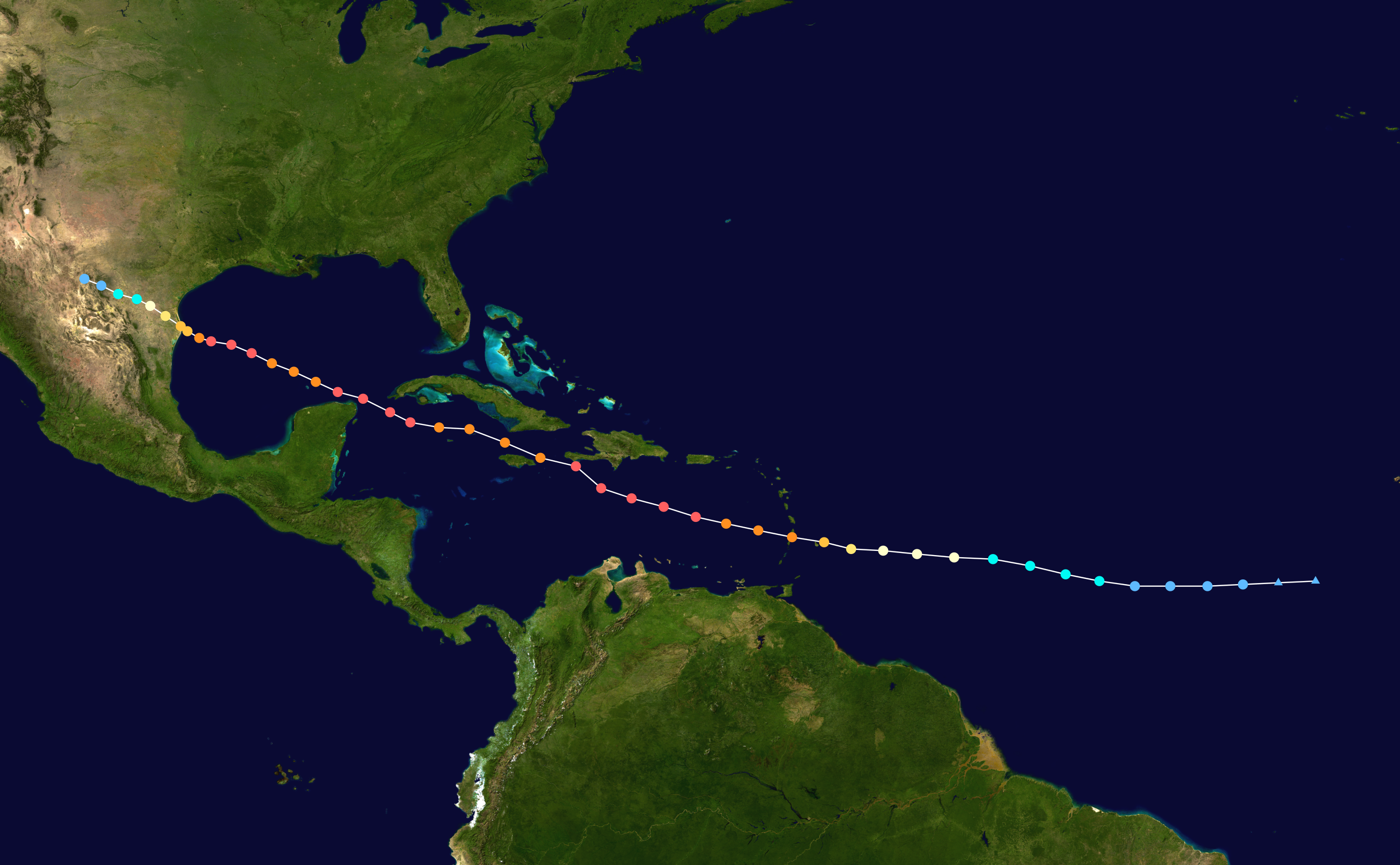
Het parcours van Allen, typisch voor een orkaan van het Kaapverdische type.

Op 30 juli trok een tropische golf van de Afrikaanse kust westwaarts en op 31 juli hadden zich ten zuidwesten van de archipel Kaapverdië twee circulatiecentra gevormd in de tropische onweersstoring, zodat het systeem promoveerde tot tropische depressie 2. Op 2 augustus promoveerde tropische depressie 2 tot tropische storm Allen en enkele uren later tot orkaan Allen. Allen bewoog zich gedurende een groot deel van zijn levensduur zeer snel voort; met gemiddeld 20 knopen, dat is 37 km/uur. Allen naderde de Bovenwindse Eilanden zeer snel en bereikte de derde categorie op 4 augustus, voordat hij met windsnelheden tot 204 km/uur en een minimale druk van 951 mbar passeerde tussen Saint Lucia en Barbados. Allen draaide nu meer naar het westnoordwesten en bereikte op 5 augustus, halverwege Puerto Rico en Aruba, Bonaire en Curaçao voor de eerste keer de vijfde categorie. Daarmee was hij de vroegste orkaan van de vijfde categorie, totdat Emily in 2005 bijna drie weken van dit record afsnoepte.
Later die dag lag Allens centrum ten zuiden van het zuidwestelijke schiereiland van Haïti en verzwakte Allen iets, doordat zijn circulatie over Jamaica en het bergachtige gebied van Hispaniola trok. Daarna zette Allen een meer westelijke koers in, richting de Straat Yucatan. Boven het warme water van de Caraïbische stroom won Allen opnieuw aan kracht en bereikte voor de tweede keer de vijfde categorie en zijn hoogtepunt met windsnelheden tot 306 km/uur en een minimale druk van 899 mbar. Samen met Camille uit 1969 was Allen daarmee de orkaan met de hoogste windsnelheden in het Atlantisch gebied. Dit was op dat moment de laagste druk ooit waargenomen in een tropische cycloon van het Atlantisch gebied. Toen wendde Allen westnoordwestwaarts en verzwakte opnieuw door interactie van zijn circulatie met het schiereiland Yucatán. Op 8 augustus bereikte Allen voor de derde keer de vijfde categorie boven de Golf van Mexico. Daarmee is Allen een van de drie orkanen, die driemaal de vijfde categorie bereikten, samen met Isabel en Ivan.
De westnoordwestelijke koers van Allen was een gevolg van een omvangrijk hogedrukgebied, dat zich uitstrekte van de Azoren tot het zuidoosten van de Verenigde Staten. Toen Allen boven de Golf van Mexico kwam, verzwakte de westelijke rug van het hogedrukgebied enigszins, maar dit was te weinig om Allen naar het noorden te laten afbuigen. Wel was er effect op de snelheid waarmee Allen zich voortbewoog: hij vertraagde zich nu en nam ook in kracht af, terwijl hij de zuidkust van Texas naderde. Op 10 augustus landde Allen met windsnelheden van 185 km/uur en een minimale druk van 945 mbar net ten noorden van Brownsville, Texas. Allen penetreerde diep in het Mexicaanse binnenland, voordat hij verzwakte tot tropische storm en tropische depressie op 11 augustus boven Coahuila en Chihuahua. Allen verdween ten slotte boven de Oostelijke Sierra Madre van Chihuahua. Allen was een klassieke orkaan van het Kaapverdische type, die destijds records vestigde. Allen was ook een zeer catastrofale orkaan en eiste 261 mensenlevens en veroorzaakte een schade van $1 miljard ($2,6 miljard na correctie voor inflatie naar 2005).
Op Barbados richtte Allen $1,5 miljoen schade aan en beschadigde 500 huizen. Er vielen op Barbados geen slachtoffers. Op Saint Lucia vielen 18 slachtoffers en op Guadeloupe een. De meeste schade richtte Allen aan in Haïti, waar 220 mensen het leven lieten, waarvan 41 in de hoofdstad Port-au-Prince. De schade in Haïti was $400 miljoen (niet gecorrigeerd) en 50% van de koffieoogst werd vernietigd. In totaal werden 835.000 mensen dakloos, waarvan 1200 in Port-au-Prince. Op Cuba vielen 3 slachtoffers, maar over ramingen van de schade is weinig bekend, evenals de schade op de Kaaimaneilanden, waar geen slachtoffers vielen. In Texas vielen zeven slachtoffers. In Louisiana lieten 17 evacués van een booreiland het leven toen hun helikopter verongelukte. In Austin veroorzaakte Allen een windhoos, die een schade van $100 miljoen aanrichtte; de duurste tornado, die ooit door een tropische cycloon werd voortgebracht. In het Texaanse Port Mansfield werd een stormvloed waargenomen van meer dan 3,60 m. Na het seizoen werd de naam Allen geschrapt en vervangen door Andrew.

### Orkaan Bonnie & tropische depressie, niet nader omschreven
Op 13 augustus lag er een uitgestrekte wolkenmassa ten westen van Kaapverdië. In dit systeem ontwikkelden zich twee centra, waarvan de westelijke zich halverwege Kaapverdië en de Bovenwindse Eilanden zich tot tropische depressie ontwikkelde op 14 augustus. De tropische depressie trok noordwaarts en promoveerde dezelfde dag tot tropische storm Bonnie. Het tweede centrum, ten oosten van Bonnie was naar het noordwesten getrokken en promoveerde op 15 augustus tot tropische depressie. Bonnie en de tropische depressie ondergingen waarschijnlijk het Fujiwara-effect, waarin Bonnie dominant was. Op 16 augustus bereikte Bonnie orkaanstatus en haar hoogtepunt met windsnelheden tot 157 km/uur en een minimale druk van 975 mbar. Daarna verzwakte Bonnie, die steeds noordelijker geraakte en op 19 augustus haar tropische kenmerken verloor. Bonnie is de enige tropische cycloon in het Atlantisch gebied die gedurende haar hele levensduur noordwaarts trok.

### Orkaan Charley
Op 20 augustus trok een niet-tropisch lagedrukgebied van het Amerikaanse continent zuidoostwaarts de Atlantische Oceaan op. Dezelfde dag ontwikkelde het centrum van de depressie op 240 km ten oostnoordoosten van Kaap Hatteras een gesloten circulatie. Dit centrum lag zo een 300 km ten noorden van het zwakke, in oost-westrichting uitgestrekte front, dat tot de niet-tropische depressie had behoord. Daarmee was er een subtropische depressie geboren, die op 21 augustus promoveerde tot subtropische storm. Daarna begon de subtropische storm aan een lus tegen de wijzers van de klok in, ten noordnoordwesten en noorden van Bermuda. Op 23 augustus kwam de subtropische storm terecht ongeveer halverwege Bermuda en Nova Scotia en had op dat moment zoveel aan tropische kenmerken en kracht gewonnen, dat hij promoveerde tot orkaan Charley.
Charley trok pal oostwaarts en bereikte zijn hoogtepunt met windsnelheden tot 130 km/uur en een minimale druk van 989 mbar op 23 augustus. Daarna verzwakte Charley gestaag, terwijl hij steeds sneller oostwaarts voortschreed. Op 24 augustus degradeerde Charley tot tropische storm en verzwakte verder. Op 25 augustus wendde Charley enkele honderden kilometers ten westen van de Azoren naar het noordoosten onder invloed van een omvangrijke, niet-tropische stormdepressie. Op 26 augustus werd Charley door dit systeem opgenomen. Charley trok door een drukbevaren, trans-Atlantische scheepvaartroute en vele schepen hadden met Charley te maken gehad. De meeste schepen rapporteerden windsnelheden tussen de 74 km/uur en de 92 km/uur. Er vielen boven de Atlantische Oceaan echter geen slachtoffers, noch werd er schade aangericht.

### Tropische storm Danielle
Op 22 augustus trok een tropische golf westwaarts van de Afrikaanse kust en hieruit ontwikkelde zich op 27 augustus, halverwege de Atlantische Oceaan een tropische depressie. Deze tropische depressie degenereerde echter snel weer tot een tropische golf. Op 31 augustus lag er een lagedrukgebied in de middelste lagen van de atmosfeer boven het zuiden van Florida, dat daar onweer veroorzaakte. Op 2 september verscheen de tropische golf op het toneel en begon een wisselwerking met het lagedrukgebied. Het systeem trok verder westwaarts en begon zich op 3 september boven het noorden van de Golf van Mexico te ontwikkelen en op 4 september ontstond een tropische depressie ten zuiden van de zuidoostelijke kust van Louisiana.
Aan de zuidflank van een rug van hoge druk dreef de tropische depressie langzaam in westnoordwestelijke richting en won langzaam aan kracht. Dankzij een anticyclonale circulatie boven haar kon zij aan kracht winnen, maar omdat zij dicht bij de kust was en maar weinig tijd had tot haar landing, bleef de krachtstoename beperkt. Zij promoveerde vlak voor haar landing tot tropische storm Danielle op 5 september en landde met windsnelheden tot 92 km/uur en een minimale druk van 1004 mbar nabij de Baai van Galveston. Boven land verzwakte Danielle en wendde zich westwaarts. Op 6 september degradeerde Danielle tot tropische depressie, die de volgende dag boven de vallei van de Río Bravo del Norte oploste nabij Del Río.

### Orkaan Earl
Op 2 en 3 september trok een stevige tropische golf van de Senegalese kust westzuidwestwaarts. In Dakar werden reeds windsnelheden waargenomen tot 56 km/uur. Op 4 september trok het systeem over Kaapverdië en er ontstond een tropische depressie net ten noorden van Kaapverdië. Enkele uren later promoveerde de tropische depressie tot tropische storm Earl. Aanvankelijk trok Earl naar het westnoordwesten, maar ten noordwesten van Earl lag een trog van lage druk op grote hoogte, dat Earl naar zich toe trok op een noordnoordwestelijke koers. Op 8 september promoveerde Earl tot orkaan en bereikte zijn hoogtepunt met windsnelheden tot 120 km/uur en een minimale druk van 985 mbar. Daarna wendde Earl zich naar het noordoosten en begon aan kracht in te boeten en zijn tropische kenmerken te verliezen. Op 10 september degradeerde Earl tot tropische storm en enkele uren later had Earl zijn tropische kenmerken verloren.

### Orkaan Frances
Op 5 september trok een sterk lagedrukgebied westwaarts van de Senegalese kust westwaarts en promoveerde vrijwel direct tot tropische depressie 10. Tropische depressie 10 trok westwaarts en promoveerde 18 uur later tot tropische storm Frances op 6 september. Frances nam snel verder in kracht toe en promoveerde bij het overschrijden van de 25e lengtegraad tot orkaan; een zeldzaam verschijnsel zo dicht bij de Afrikaanse kust. Daarna trok Frances traag westwaarts en nam in kracht toe. Op 9 september bereikte zij haar hoogtepunt met windsnelheden tot 185 km/uur en een minimale druk van 960 mbar; een orkaan van de derde categorie. Daarna draaide ze bij naar het noordwesten, doordat er een trog van lage druk op haar westflank verscheen, die ook haar uitstoot belemmerde, waardoor zij tijdelijk in kracht afnam. De trog week echter naar het westen en toen deze zich steeds verder van Frances verwijderde, werd de uitstoot van Frances opnieuw beter en nam zij in kracht toe en promoveerde van de eerste categorie naar de tweede categorie.
Frances draaide verder aan de westflank van een hogedrukgebied ten zuiden van de Azoren en koerste noordwestwaarts, vervolgens noordwaarts en ten slotte noordoostwaarts. Op 20 september degradeerde zij tot tropische storm en begon haar tropische kenmerken te verliezen. Zij raakte haar identiteit als tropische cycloon kwijt, toen zij door een omvangrijk, niet-tropisch lagedrukgebied tussen Ierland en Groenland werd opgenomen. Frances doorkruiste enkele drukke scheepvaartroutes en vele schepen rapporteerden windsnelheden van boven de 92 km/uur (50 knopen), desalniettemin richtte Frances nauwelijks schade aan.

### Orkaan Georges
Op 28 augustus trok een tropische golf van de Afrikaanse kust westwaarts en promoveerde op 1 september tot tropische depressie. De dagen daarna trok de tropische depressie westwaarts, zonder in kracht toe te nemen. De tropische depressie wendde zich op 3 september naar het noordwesten en passeerde ten noordoosten van de Bovenwindse Eilanden. Op 4 september verloor de tropische depressie haar gesloten circulatie en degenereerde tot een tropische onweersstoring. De convectie van de onweersstoring was nu uitgerekt en toen ten westen van het systeem een lagedrukgebied op grote hoogte met koude kern verscheen, kwam het opnieuw tot ontwikkeling. Op 5 september ontstond zo een subtropische depressie. De subtropische depressie werd door het lagedrukgebied op een noordnoordoostelijke koers gezet en ontwikkelde zich langzaam verder. Het lagedrukgebied op grote hoogte verdween naar het zuidwesten en op 7 september promoveerde de subtropische storm tot tropische storm Georges.
Georges versnelde naar het noordoosten en nam snel in kracht toe. Op 8 september groeide Georges uit tot een orkaan nabij 40,2°NB, 59,0 WL° en bereikte meteen zijn hoogtepunt met windsnelheden tot 139 km/uur en een minimale druk van 993 mbar. Uren later passeerde Georges op ongeveer 160 km ten zuiden van Newfoundland en verloor later die dag zijn tropische kenmerken boven het koude water van de noordelijke Atlantische Oceaan. Afgezien van de niet-alledaagse cyclogenese en beloop van Georges, was hij vooral bijzonder omdat hij ten noorden van de 40e breedtegraad tot orkaan promoveerde. Dit was sinds 1885 slechts tweemaal eerder voorgekomen: Candice in 1976 en een orkaan zonder naam in 1971.

### Tropische storm Hermine
De tropische golf, die zich uiteindelijk tot Hermine zou ontwikkelen, vertrok op 11 september van de Afrikaanse kust. Het systeem trok langs de vijfde breedtegraad westwaarts en kwam op 17 september tot ontwikkeling, toen de onweersbuien zich organiseerden in een spiraalband ten oosten van de Bovenwindse Eilanden. Dat beeld suggereerde een gesloten circulatie, die echter aan het aardoppervlak niet kon worden aangetoond. Op 18 september trok de tropische onweersstoring over de Bovenwindse Eilanden de Caraïbische Zee binnen. Op 20 september raakte de storing beter georganiseerd en ontstond er ook een gesloten circulatie aan het aardoppervlak, waardoor zij promoveerde tot een tropische depressie ten zuiden van Jamaica. De tropische depressie trok verder westwaarts richting de kust van Belize. Op 21 september promoveerde de tropische depressie tot tropische storm Hermine op 150 ten oosten van het uiterste oosten van Honduras.
Hermine trok over de Golf van Honduras verder westwaarts en schampte de Hondurese kust. Op 22 september landde Hermine op haar hoogtepunt ten noorden van Belize City met windsnelheden tot 110 km uur en een minimale druk van 994 mbar. Hermine stak het schiereiland Yucatán over en bereikte op 23 september opnieuw 110 km/uur bij een minimale druk van 993 mbar. Haar westwaartse koerssnelheid was inmiddels afgenomen en op 24 september landde zij opnieuw op de Mexicaanse kust op 170 km ten zuidoosten van Veracruz met windsnelheden tot 110 km/uur bij een minimale druk van 993 mbar. Boven land nam zij echter maar langzaam in kracht af en zij degradeerde op 25 september tot tropische depressie, die op 26 september oploste. Hoewel zeker is, dat Hermine overstromingen veroorzaakte in Belize en Mexico, zijn geen cijfers bekend over de aangerichte schade of haar slachtoffers.

### Orkaan Ivan
Ook de cyclogenese van Ivan was niet-alledaags. Eind september dreef een niet-tropisch lagedrukgebied met koude kern en zonder convectie ten zuidwesten van Portugal langzaam zuidwestwaarts. Tussen de Azoren en de Canarische Eilanden draaide het systeem tussen 2 en 4 oktober een lus tegen de wijzers van de klok in onder invloed van een hogedrukgebied aan zijn noordflank, terwijl het systeem steeds meer convectie begon te ontplooien en er zich een gesloten circulatie ontwikkelde. Op 4 oktober promoveerde het lagedrukgebied tot tropische depressie nabij 36,5°NB, 23,5 WL°. Nooit eerder vormde zich een tropische cycloon zo noordoostelijk boven het oosten van de Atlantische Oceaan. Alleen Vince zou zich 25 jaar later zich nog verder naar het noordoosten ontwikkelen. Ook vormde de tropische depressie zich boven water van slechts 23,5 °C. De tropische depressie trok zuidwestwaarts en promoveerde tot tropische storm Ivan. Ivan promoveerde op 6 oktober tot orkaan en bereikte zijn hoogtepunt met windsnelheden tot 167 km/uur en een minimale druk van 970 mbar. Deze intensiteit handhaafde Ivan tot 10 oktober. Ondertussen draaide Ivan een kleine cirkel met de wijzers van de klok mee op 6 en 7 oktober en vervolgde verder noordwestwaarts. Op 9 oktober draaide Ivan bij naar het noordnoordoosten en begon na 10 oktober te verzwakken. Op 11 oktober fuseerde Ivan met een niet tropisch lagedrukgebied boven het noordelijk deel van de Atlantische Oceaan.

### Orkaan Jeanne
OP 26 oktober vertrok een tropische golf westwaarts en stak de Atlantische Oceaan over en doorkruiste vervolgens de Caraïbische Zee, zonder tot ontwikkeling te komen. Op 7 november kwam het systeem boven het zuidwesten van de Caraïbische Zee tot ontwikkeling. Er ontstond een tropisch lagedrukgebied, dat Voor de kust van Nicaragua noordwestwaarts trok. Op 8 november ontstond een tropische depressie boven het westen van de Caraïbische Zee en de volgende dag promoveerde de tropische depressie tot tropische storm Jeanne en koerste de Straat Yucatan binnen. Jeanne trok verder naar de Golf van Mexico, maar een opbouwende rug van hoge druk aan haar noordflank versperde een verdere noordelijke koers en Jeanne boog af naar het westen. Daarna promoveerde Jeanne op 11 november tot orkaan en bereikte zij op 12 november haar hoogtepunt met windsnelheden tot 157 km/uur en een minimale druk van 986 mbar; een orkaan van de tweede categorie.
Daarna verzwakte Jeanne en degradeerde op 12 november tot tropische storm. Toen de rug van hoge druk naar het oosten verdween, vertraagde Jeannes koerssnelheid. Jeanne dwaalde boven het noordwesten van de Golf van Mexico, totdat een aankomend koufront boven Texas Jeanne terug naar het oosten dreef. Op 14 november bereikte het koufront de Golf van Mexico, waarna relatief droge lucht verstrikt raakte in Jeannes circulatie. Op 15 november degradeerde zij tot tropische depressie en op 16 november werd zij gegrepen door het koufront. Haar promotie tot orkaan boven de Golf van Mexico in de maand november was ongewoon. Zij verraste enkele schepen in de Straat Yucatan, maar richtte verder weinig schade aan. Aan haar periferie ontstond in een spiraalband een kleine, venijnige storing, die boven Key West op 11 november meer dan 590 mm regen binnen één etmaal achterliet.

### Orkaan Karl
Op 21 november ontstond er voor de kust van het zuidoosten van de Verenigde Staten een niet-tropisch lagedrukgebied, dat naar het oostnoordoosten trok. Het systeem dijde uit tot ongeveer 1100 km in doorsnee op 24 november. Op dat moment lag het systeem ten zuiden van Newfoundland en bezat het systeem alleen een occlusiefront, maar geen convectie van betekenis. Op 25 november ontstond er een band met diepe convectie, die 185 km breed was en een subtropische storm was geboren. De convectie wikkelde zich om het centrum en de subtropische storm won niet alleen aan kracht maar ook aan tropische kenmerken en promoveerde op 25 november tot orkaan Karl op 1100 km ten westzuidwesten van de Azoren. Op 25 november draaide Karl een kleine cirkel tegen de wijzers van de klok in, met de circulatie mee van het grote lagedrukgebied, waarin hij was ontstaan. daarna koerste hij onder invloed van een trog van lage druk ten westen van hem naar het oosten en later naar het oostnoordoosten en noordoosten. Op 26 november bereikte Karl zijn hoogtepunt met windsnelheden tot 139 km/uur en een minimale druk van 985 mbar. Daarna nam Karl iets in kracht af, maar was nog steeds een orkaan, toen hij op 27 november zijn tropische kenmerken verloor, nadat hij was gebotst op een koufront.

## Accumulated Cyclone Energy
| ACE-waarde (104kt2) – Tropische cycloon | ACE-waarde (104kt2) – Tropische cycloon | ACE-waarde (104kt2) – Tropische cycloon | ACE-waarde (104kt2) – Tropische cycloon | ACE-waarde (104kt2) – Tropische cycloon | ACE-waarde (104kt2) – Tropische cycloon |
| --------------------------------------- | --------------------------------------- | --------------------------------------- | --------------------------------------- | --------------------------------------- | --------------------------------------- |
| 1                                       | 52,3                                    | Allen                                   | 7                                       | 4,46                                    | Hermine                                 |
| 2                                       | 37,2                                    | Frances                                 | 8                                       | 4,36                                    | Karl                                    |
| 3                                       | 18,6                                    | Ivan                                    | 9                                       | 3,67                                    | Charley                                 |
| 4                                       | 8,75                                    | Bonnie                                  | 10                                      | 2,78                                    | Georges                                 |
| 5                                       | 7,36                                    | Jeanne                                  | 11                                      | 0,533                                   | Danielle                                |
| 6                                       | 6,65                                    | Earl                                    |                                         |                                         |                                         |
| Totaal= 146,7099 (147)                  |                                         |                                         |                                         |                                         |                                         |

Accumulated Cyclone Energy, oftewel ACE is een criterium om de activiteit van tropische cyclonen te kwantificeren. Bij iedere waarschuwing, c.q. bespreking van een tropische cycloon met de intensiteit van tropische storm of hoger wordt de windsnelheid in knopen gebruikt voor het bereken van deze waarde. Alle waardes van alle besprekingen gedurende de levensduur van een tropische cycloon worden bij elkaar opgeteld, zodat een totale waarde voor die tropische cycloon kan worden bepaald. Als nogmaals alle waardes van alle cyclonen aan het eind van het seizoen worden opgeteld, heeft men een maat van de totale activiteit van het seizoen. In de tabel zijn de waardes per tropische cycloon gerangschikt van hoog naar laag.

## Namen
Nadat na 1978 de lijsten zijn veranderd, zodat ook jongensnamen gebruikt konden worden, werd deze lijst voor het eerst gebruikt. Alle namen waren dus nieuw, behalve Frances. Frances werd eerder gebruikt in de seizoenen 1961, 1968 en 1976. De lijst werd opnieuw gebruikt voor het seizoen 1986, met uitzondering van Allen. Deze naam werd geschrapt en vervangen door Andrew.
| - Allen - Bonnie - Charley - Danielle - Earl - Frances - Georges | - Hermine - Ivan - Jeanne - Karl - Lisa (niet gebruikt) - Mitch (niet gebruikt) - Nicole (niet gebruikt) | - Otto (niet gebruikt) - Paula (niet gebruikt) - Richard (niet gebruikt) - Shary (niet gebruikt) - Tomas (niet gebruikt) - Virginie (niet gebruikt) - Walter (niet gebruikt) |